# Kim Xương, Cam Túc
Kim Xương (Hán văn giản thể: 金昌; bính âm: Jīnchāng) là một địa cấp thị ở tỉnh Cam Túc, Cộng hoà Nhân dân Trung Hoa.
Kim Xương nằm ở trung bộ tỉnh Cam Túc, phía tây sông Hoàng Hà, phía bắc Kỳ Liên Sơn, phía nam cao nguyên Alashan. Phía tây nam của địa cấp thị này giáp với tỉnh Thanh Hải còn phía tây bắc giáp với Nội Mông Cổ. Tổng diện tích Kim Xương là 8.896 km².
Kim Xương có các địa điểm khảo cổ quan trọng thời đồ đá và thời Tây Hán và có một đoạn Vạn lý trường thành từ thời nhà Hán và nhà Thanh.
Về mặt hành chính, Kim Xương được chia thành 2 đơn vị hành chính cấp huyện, bao gồm 1 quận và 1 huyện:
- Quận Kim Xuyên (金川)
- Huyện Vĩnh Xương (永昌)